# Mount Fairweather
Mount Fairweather – szczyt na granicy Alaski w USA i Kolumbii Brytyjskiej, w Kanadzie, w Górach Świętego Eliasza, należących do Gór Nadbrzeżnych. Jest drugim pod względem wysokości szczytem Gór Świętego Eliasza i jednocześnie drugim szczytem w Kanadzie po Mount Logan. Jest widoczny z Pacyfiku, gdyż leży około 20 km od wybrzeża a jego wysokość wynosi 4671 m n.p.m. Po raz pierwszy został zdobyty w 1931 roku.
Szczyt ma dwa wierzchołki. Oprócz głównego jest jeszcze Mount Fairweather-Northeast Peak (3789 m n.p.m.), leżący całkowicie w Kanadzie. Szczyt otoczony jest spływającymi lodowcami z których największymi są Fairweather Glacier, Margaret Glacier, Tidmann Glacier. Po amerykańskiej stronie szczyt leży na terenie Parku Narodowego Glacier Bay.